# رطوبة الهواء

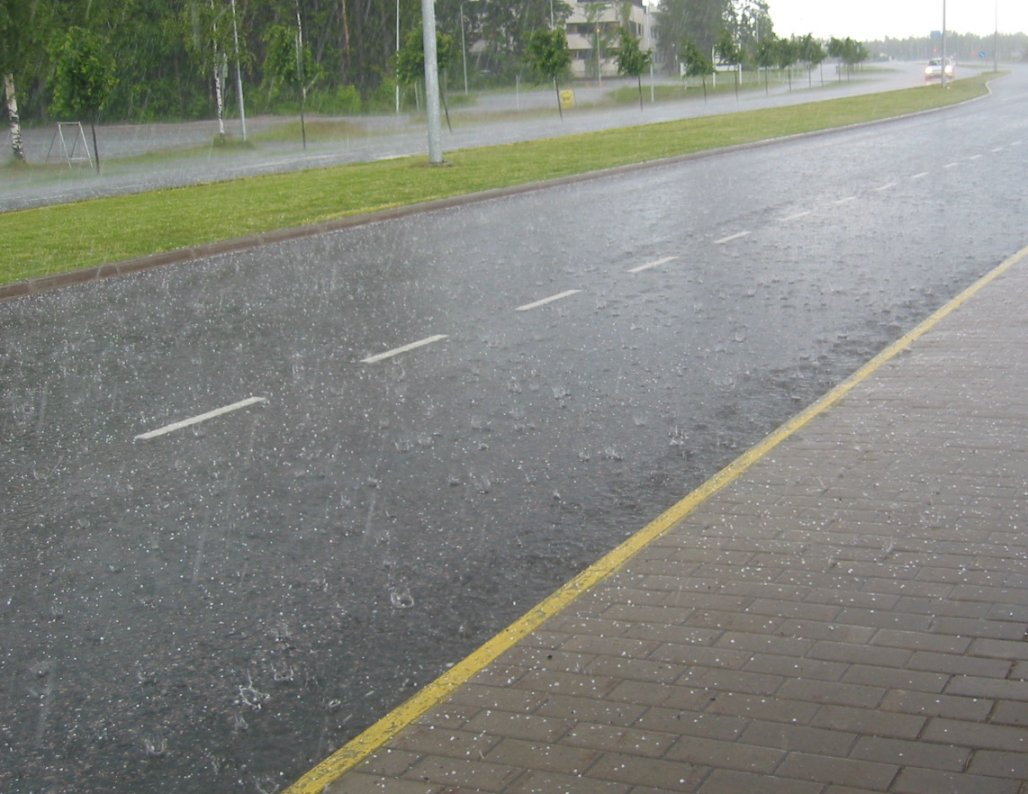
البرد في فنلندا

رطوبة الهواء أو الرطوبة الجوية  هي كمية بخار الماء الموجودة في الهواء، وخاصة في طبقة التروبوسفير (طبقة الجو السفلى). تختلف الرطوبة حسب درجة الحرارة وضغط الهواء، فكلما كان الهواء أدفأ زادت كمية بخار الماء الذي يحمله، وعندما يحتوي الهواء على أقصى كمية من بخار الماء يستطيع حملها تحت درجة حرارة وضغط معيّنيْن، فعندئذ يقال إنّ الهواء قد تشبّع ببخار الماء. تقاس رطوبة الهواء باستخدام جهاز قياس الرطوبة (الهيجرومتر).
مع أن كمية الماء الموجودة على شكل رطوبة في الغلاف الجوي هي قليلة جداً (نحو 0.01% من كمية الماء الموجودة على الأرض) مقارنة بتلك الموجودة على سطح الأرض (نحو مليار و360 مليون كم2)، إلا أنه يتبخر نحو 380 ألف كم3 من الماء مرتفعاً الغلاف الجوي كل عام. ومنها نحو 60 ألف كم3 تتبخر من القارات (البحيرات والأنهار والتربة والنبات)؛ ونحو 320 ألف كم3 تتبخر من المحيطات والبحار. وتعود هذه الكمية من الماء إلى السطح بأكثر من طريقة. ففي المناطق الرطبة قد تصل نسبة الرطوبة إلى 100% فيتكون الضباب الكثيف، وعندما تدنو نسبة الرطوبة عن 30% يصبح الهواء جافًا تقريبًا مما يُشعر الإنسان بالعطش. تكثر الرطوبة في المدن الساحلية خصوصًا في فصل الصيف. ونسبة 60% - 70% نهارًا مع درجة حرارة 38° تشعرك بأن درجة الحرارة أعلى مما هي عليه في الواقع، ويصاب الإنسان بالتعرق إلى درجة أنه إذا أمضى وقتًا طويلاً في العراء يصاب بالجفاف، ويجب نقله إلى المستشفى. كما أن الرطوبة تكمن في الضباب والندى والتبلل.
وتعد الرطوبة الجوية أحد «المحركات» الأساسية للمناخ، بسبب الطاقة الهائلة المكتسبة أو المحررة عند تحوّل الماء من حالة إلى أخرى. إذ يكتسب الماء طاقة عند التبخر تبلغ 580 سعراً لكل غرام من الماء، تنقل مع البخار على شكل حرارة كامنة. وعند الأخذ بالحسبان كمية التبخر السنوي على مستوى الكرة الأرضية، يتضح أن عملية التبخر، تنقل نحو 2204×1510 سعر من الطاقة إلى الغلاف الجوي، وذلك على شكل حرارة كامنة في الرطوبة تُحرر عندما يتم التكثف على شكل حرارة محسوسة. ويعبّر عن محتوى الهواء من الرطوبة بعدة صيغ.

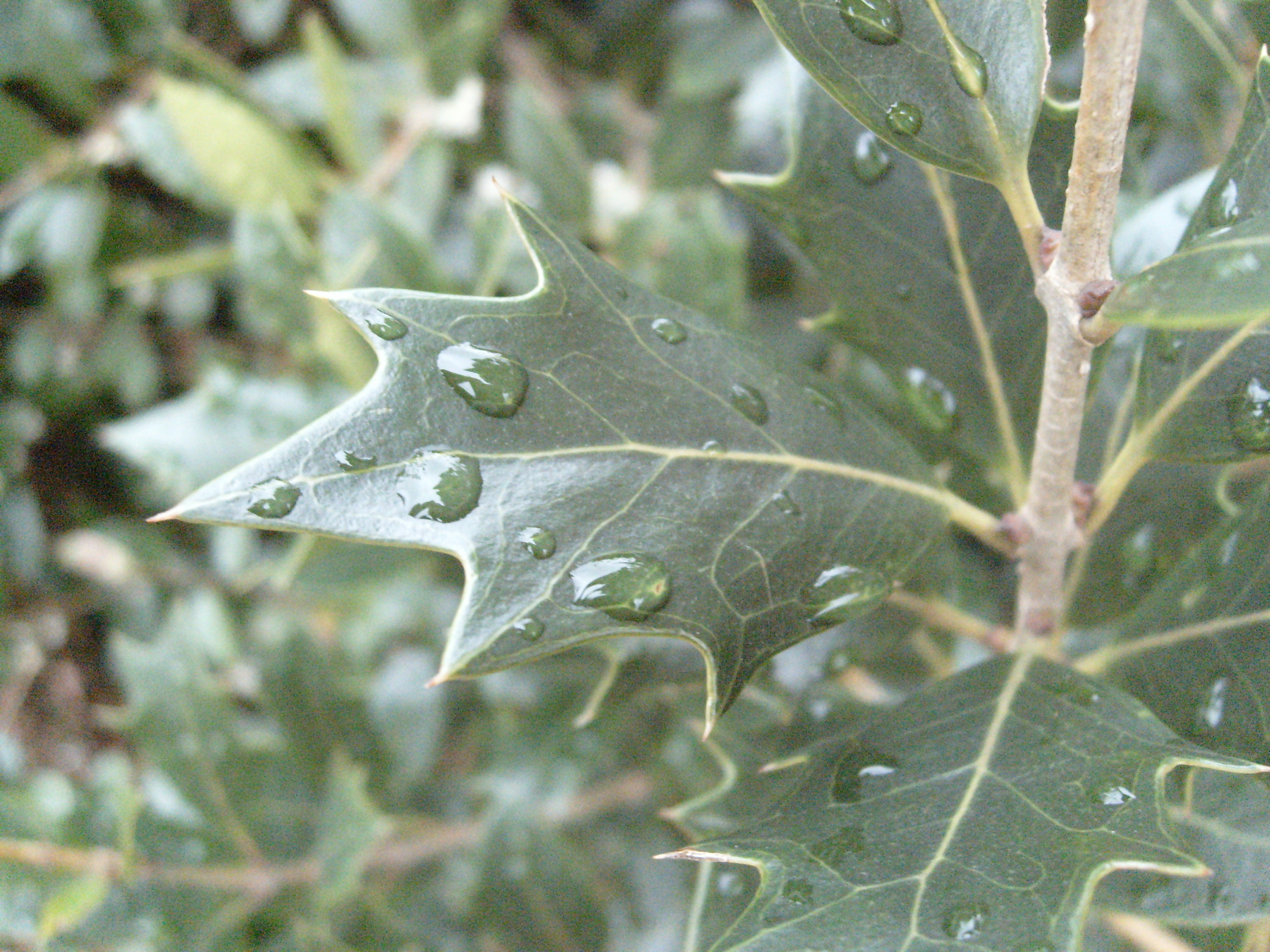
الندى ينشأ عن تكثف بخار الماء في الهواء (الرطوبة).

## أنواع الرطوبة

### الرطوبة المطلقة
تقاس الرطوبة المطلقة كالآتي:
إذا تواجدت كمية بخار ماء mw في حجم V من الهواء، فتكون الرطوبة المطلقة فيه:
{\displaystyle f={\frac {m_{\mathrm {W} }}{V}}}
الوحدة المستخدمة هي جرام/متر3.
أي أنها كتلة بخار الماء الموجودة في حجم معين من الهواء. وتُعَد هذه الطريقة غير محافظة (non conservative)؛ أي أن كميتها تتغير بتغير كثافة و/أو درجة حرارة الهواء بل تتحكمان في حجمه حيث أن الزيادة في الرطوبة تؤدي إلى انخفاض كثافة الهواء ما يزيد من حجم الهواء لوحدة الكتلة. أما التغير في درجة الحرارة فيسبب تغيراً في كثافة الهواء وحجمه بالنسبة إلى وحدة الكتلة. عندما تزداد الحرارة يتمدد الهواء فيكبر حجم الكتلة المعينة وتنخفض الكثافة. فلو أن متراً مكعباً من الهواء يحتوي على جرام واحد من الماء على شكل بخار فإن رطوبته المطلقة تكون 1جرام/م3. أما إذا رفعت درجة حرارة الهواء فسوف يتمدد بقدر التسخين ليصبح حجمه أكبر من متر مكعب فيبلغ 1.1 متر مكعب. أما كمية الماء المحمولة فيه على شكل بخار فلن تتغير مما يقلل من رطوبته المطلقة لتصبح 1جرام/1.1 متر مكعب أو 0.91 جرام / م3.

### الرطوبة النوعية
ويقصد بها كتلة بخار الماء الموجود في كتلة معينة من الهواء المكون من هواء جاف وبخار ماء؛ وتكون وحدتها هي الجرام لكل كيلوجرام (جرام / كجم). وتُعّد الرطوبة النوعية من الطرائق المحافظة للتعبير عن رطوبة الهواء أي أنها لا تتأثر بالتغير في درجة الحرارة وما ينتج عنه من تمدد أو انكماش يؤثر في كثافة الهواء.
وتعرف الرطوبة النوعية الإشباعية بأنها كتلة بخار الماء التي تستطيع كتلة معينة من الهواء حملها عند درجة حرارة معينة وضغط جوي معين.

### الرطوبة النسبية

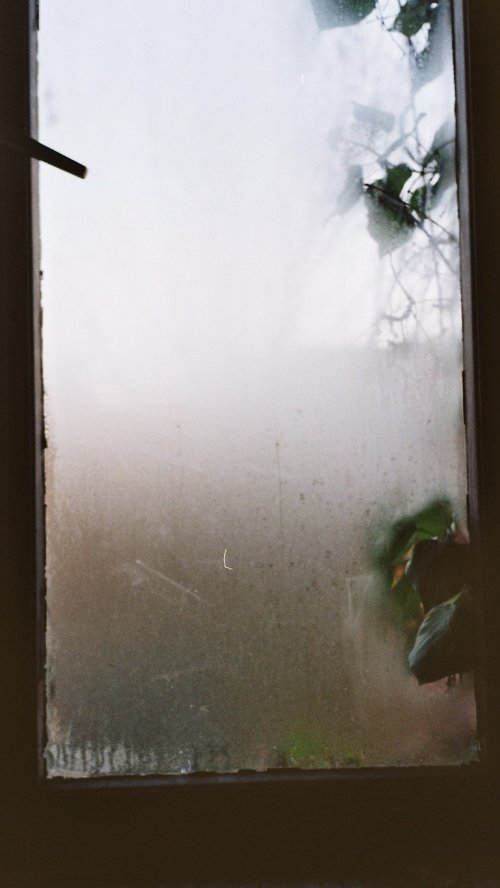
تكثف بخار الماء على سطح الزجاج علامة على وجود رطوبة في الهواء.

الرطوبة النسبية هي نسبة بخار الماء الموجود في الهواء إلى ما يستطيع الأخير حمله منه عند درجة الحرارة نفسها والضغط الجوي نفسه. وتحسب بوساطة الرطوبة النوعية الفعلية والرطوبة النوعية الإشباعية أو بوساطة ضغط بخار الماء الإشباعي وضغط بخار الماء الفعلي كما يلي:
- ضغط بخار الماء الفعلي × 100.

## ضغط بخار الماء الإشباعي

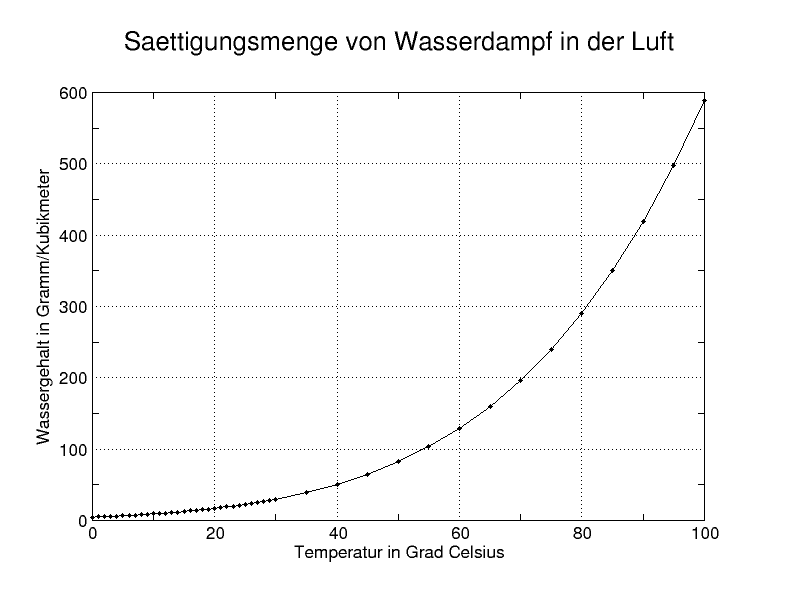
النهاية العظمي لتركيز بخار الماء في الهواء واعتمادها على درجة الحرارة

بارتفاع درجة الحرارة تزداد كمية جزيئات الماء التي تمتلك طاقة حركة كافية لمغادرة سطح الماء. أي يزداد معدل تبخر الماء بارتفاع درجة الحرارة. توصف حالة التشبع بحدوث توازن بين معدل تبخر الماء إلى الهواء ومعدل تكثف جزيئات البخار للعودة إلى الماء.
يتزايد تركيز التشبع لبخار الماء بتزايد درجة الحرارة وتتبع العلاقة بينهما دالة أسية كما هو موضح في منحنى التشبع في الشكل. وتكون لكل درجة حرارة تركيز معين محدد لتشبع بخار الماء في الهواء. عند الضغط العادي الذي يبلغ 1013,25 باسكال ودرجة حرارة 10 درجة مئوية يمكن للهواء احتواء 9,40 جرام من الماء. ونفس كمية الهواء يمكنها أن تحوي 30,4 جرام ماء عند 30 درجة مئوية، وعند 60 درجة مئوية يمكنها احتواء 100 جرام من الماء.
الجو لا يكون رطباً إلاَّ إذا احتوى على بخار الماء. ولا تخلو الطبقات السفلى من الغلاف الجوي من بخار الماء بأي حال من الأحوال. وبخار الماء هو ذرات صغيرة جدًا من الماء متطايرة في الهواء، ويتعذر على العين المجردة رؤيتها. المصدر الرئيسي لهذا البخار هو المسطحات المائية التي تغطي أكثر من ثلثي سطح الكرة الأرضية. وإذا زاد بخار الماء في الهواء صار الهواء كثير الرطوبة وإذا قل صار جافًا. قياس الرطوبة: تقاس درجة رطوبة الجو بواسطة جهاز يعرف باسم الهيغرومتر (Hygrometer).

## نقطة الندى
تعرف نقطة الندى على أنها درجة الحرارة التي لو برد إليها الهواء المعين لأصبح مشبعاً ببخار الماء، أي يتساوى فيه ضغط بخار الماء الفعلي مع ضغط بخار الماء الإشباعي، أو تصبح رطوبته النسبية 100%. لذا، كلما كانت درجة الحرارة لنقطة الندى مرتفعة، كان محتوى الهواء من الرطوبة عالياً، والعكس صحيح. ولأن نقطة الندى، لا تتغير كثيراً، في خلال اليوم، فإنها تُعَد من القيم المحافظة. ويمكن حساب نقطة الندى، بتعويض قيمة ضغط بخار الماء الفعلي.

## قياس

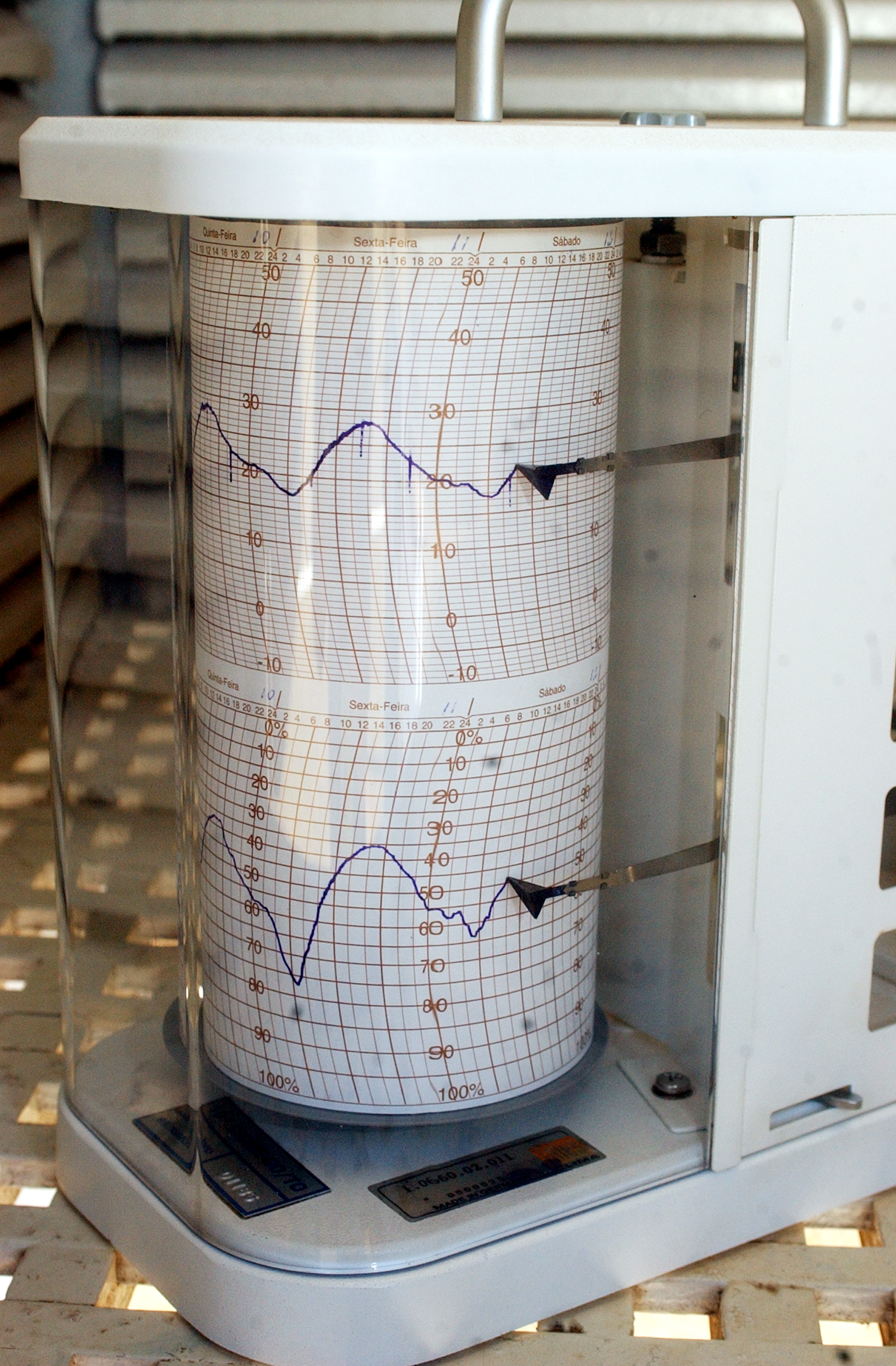
A الرطوبة لمراقبة الرطوبة والتسجيل.

جهاز يستخدم لقياس رطوبة الهواء يسمى مقياس رطوبة أو مقياس رطوبة. جهاز الرطوبة هو مفتاح يعمل على تحفيز الرطوبة، وغالبًا ما يستخدم للتحكم في جهاز إزالة الرطوبة.

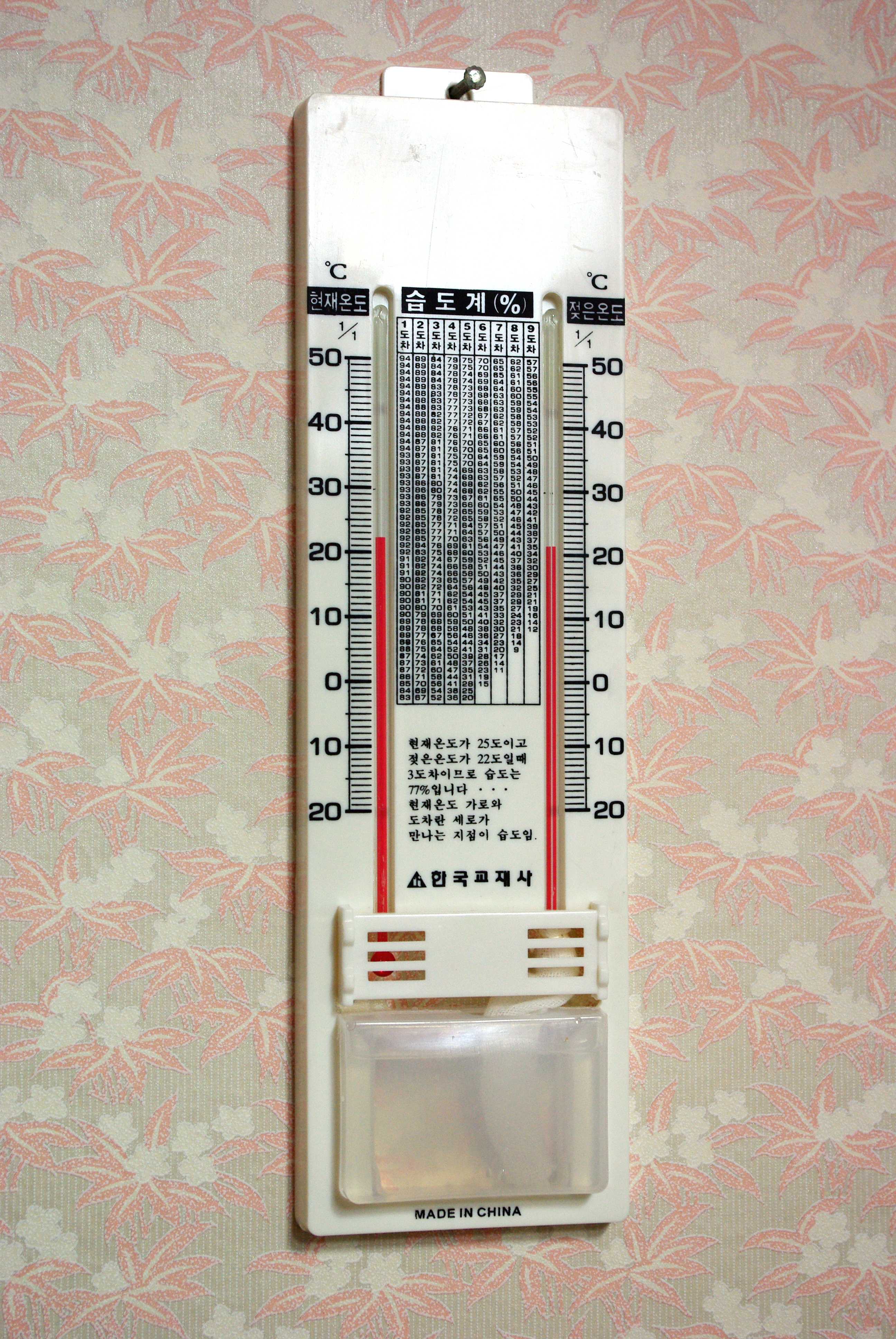
مقياس الرطوبة للاستخدام المنزلي.

يتم تحديد رطوبة خليط بخار الهواء والماء من خلال استخدام مخططات القياس النفسي إذا كانت درجة حرارة البصلة الجافة (T) ودرجة حرارة البصلة الرطبة (T w) للخليط معروفة. يتم تقدير هذه الكميات بسهولة باستخداممقياس رطوبة حبال.

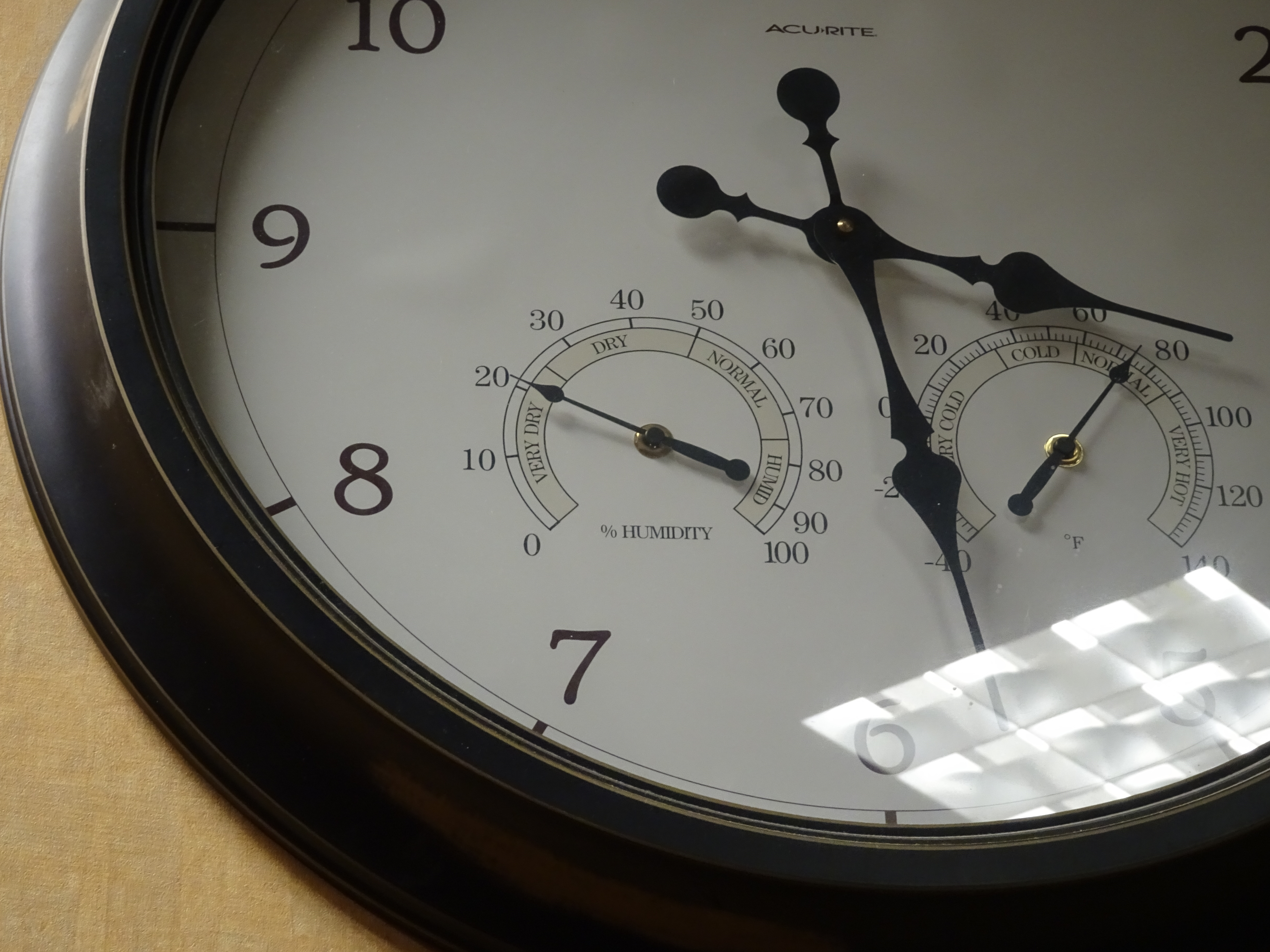
ساعة مع رطوبة، تظهر رطوبة منخفضة جدًا في الشتاء.

هناك العديد من الصيغ التجريبية التي يمكن استخدامها لتقدير ضغط بخار التوازن لبخار الماء كدالة لدرجة الحرارة.و المعادلة أنطوان هي من بين الأقل تعقيدا من هذه، وبعد ثلاثة فقط المعلمات (A، B، وC). الصيغ الأخرى، مثل معادلة Goff – Gratch وMagnus – Tetens التقريبية، أكثر تعقيدًا ولكنها تعطي دقة أفضل.[ بحاجة لمصدر ]
و المعادلة أردن باك مصادفة عادة في الأدبيات المتعلقة بهذا الموضوع:
{\displaystyle e_{w}^{*}=(1.0007+3.46\times 10^{-6}P)\times 6.1121\,e^{17.502T/(240.97+T)},}
أين  هي درجة حرارة البصيلة الجافة معبراً عنها بالدرجات المئوية (درجة مئوية)،  هو الضغط المطلق المعبر عنه بالمليبار، وهو ضغط بخار التوازن معبرًا عنه بالمليبار. أبلغ باك أن الخطأ النسبي الأقصى أقل من 0.20٪ بين -20 و+50 درجة مئوية (−4 و122 درجة فهرنهايت) عندما يتم استخدام هذا الشكل المعين من الصيغة المعممة لتقدير ضغط بخار توازن الماء.
هناك العديد من الأجهزة المستخدمة لقياس الرطوبة وتنظيمها. وتشمل المعايير المعايرة لمعظم قياس دقيق والرطوبة الجاذبية، المبردة الرطوبة مرآة، والرطوبة كهربائيا. طريقة الجاذبية، رغم أنها الأكثر دقة، إلا أنها مرهقة للغاية. تعتبر طريقة المرآة المبردة فعالة للقياس السريع والدقيق للغاية.  بالنسبة لعملية القياسات عبر الإنترنت، تعتمد أجهزة الاستشعار الأكثر استخدامًا في الوقت الحاضر على قياسات السعة لقياس الرطوبة النسبية، كثيرًا مع التحويلات الداخلية لعرض الرطوبة المطلقة أيضًا. هذه رخيصة وبسيطة ودقيقة بشكل عام وقوية نسبيًا. تواجه جميع مستشعرات الرطوبة مشاكل في قياس الغازات المحملة بالغبار، مثل تيارات العادم من المجففات.
يتم قياس الرطوبة أيضًا على نطاق عالمي باستخدام أقمار صناعية موضوعة عن بُعد. هذه الأقمار الصناعية قادرة على الكشف عن تركيز المياه في طبقة التروبوسفير على ارتفاعات تتراوح بين 4 و12 كيلومترًا. تحتوي الأقمار الصناعية التي يمكنها قياس بخار الماء على أجهزة استشعار حساسة للأشعة تحت الحمراء. يمتص بخار الماء الإشعاع ويعيد إشعاعه في هذا النطاق الطيفي على وجه التحديد. تلعب صور بخار الماء عبر الأقمار الصناعية دورًا مهمًا في مراقبة الظروف المناخية (مثل تكوين العواصف الرعدية) وفي تطوير التنبؤات الجوية.

### انظر ايضاً
المِرْطاب  أو جهاز قياس الرطوبة  أو مقياس الرطوبة أو مقياس درجة الرطوبة أو مقياس رطوبة الجو أو هيجروميتر(Hygrometer) هو جهاز لقياس محتوى الرطوبة في بيئة رطبة، أو هوائية. فمن الصعب قياس الرطوبة بدقة. اخترعه العالم البريطاني جون فريدريك دانيال. ومعظم الأجهزة الأخرى تعتمد على قياس بعض الكميات الأخرى مثل درجة الحرارة، والضغط، والكتلة أو التغير الكهربائي أو الميكانيكية في المادة عند امتصاصها للرطوبة. يمكن لهذه الكميات المقاسة وبعد القيام بالعديد من الحسابات الفيزيائية، أو المعايرة باستخدام معيار مرجعي أن نقيس الرطوبة. تستخدم الأجهزة الإلكترونية الحديثة درجة حرارة التكاثف، والتغير في المقاومة الكهربائية، والتغيرات في الإستطاعة الكهربائية لقياس تغير الرطوبة.
مقياس درجة الرطوبة هي الأدوات المستخدمة لقياس الرطوبة النسبية.

## كثافة الهواء وحجمه
تعتمد الرطوبة على تبخر الماء وتكثيفه، والذي بدوره يعتمد بشكل أساسي على درجة الحرارة. لذلك، عند تطبيق المزيد من الضغط على غاز مشبع بالماء، سينخفض حجم جميع المكونات مبدئيًا تقريبًا وفقًا لقانون الغاز المثالي. ومع ذلك، فإن بعض الماء سيتكثف حتى يعود إلى نفس الرطوبة تقريبًا كما كان من قبل، مما يعطي الحجم الإجمالي الناتج انحرافًا عما تنبأ به قانون الغاز المثالي. وعلى العكس من ذلك، فإن انخفاض درجة الحرارة من شأنه أيضًا أن يجعل بعض الماء يتكثف، مما يجعل الحجم النهائي ينحرف مرة أخرى عن المتوقع بواسطة قانون الغاز المثالي. لذلك، يمكن التعبير عن حجم الغاز بدلاً من ذلك بالحجم الجاف، باستثناء محتوى الرطوبة. يتبع هذا الجزء بدقة أكبر قانون الغاز المثالي. على العكس من ذلك، فإن الحجم المشبع هو الحجم الذي يمكن أن يحتويه خليط الغاز إذا تمت إضافة الرطوبة إليه حتى التشبع (أو رطوبة نسبية 100٪).
الهواء الرطب أقل كثافة من الهواء الجاف لأن جزيء الماء (M ≈ 18 u) أقل كثافة من جزيء النيتروجين (M ≈ 28) أو جزيء الأكسجين (M ≈ 32). حوالي 78٪ من الجزيئات الموجودة في الهواء الجاف هي نيتروجين (N 2). 21٪ أخرى من الجزيئات الموجودة في الهواء الجاف هي الأكسجين (O 2). 1٪ الأخيرة من الهواء الجاف عبارة عن خليط من غازات أخرى.
بالنسبة لأي غاز، عند درجة حرارة وضغط معينين، يكون عدد الجزيئات الموجودة في حجم معين ثابتًا - انظر قانون الغاز المثالي. لذلك عندما يتم إدخال جزيئات الماء (البخار) في هذا الحجم من الهواء الجاف، يجب أن ينخفض عدد جزيئات الهواء في الحجم بنفس العدد، إذا ظلت درجة الحرارة والضغط ثابتًا. (إن إضافة جزيئات الماء، أو أي جزيئات أخرى، إلى الغاز، دون إزالة عدد متساوٍ من الجزيئات الأخرى، ستتطلب بالضرورة تغييرًا في درجة الحرارة، أو الضغط، أو الحجم الكلي؛ أي تغيير على الأقلواحدة من هذه المعلمات الثلاثة. إذا بقيت درجة الحرارة والضغط ثابتين، يزداد الحجم، وستتحرك جزيئات الهواء الجاف التي تم إزاحتها في البداية إلى الحجم الإضافي، وبعد ذلك يصبح الخليط في النهاية متجانسًا من خلال الانتشار.) ومن ثم الكتلة لكل وحدة حجم من الغاز— كثافته - النقصان. اكتشف إسحاق نيوتن هذه الظاهرة وكتب عنها في كتابه Opticks.

## الاعتماد على الضغط
لا تعتمد الرطوبة النسبية لنظام الماء والهواء فقط على درجة الحرارة ولكن أيضًا على الضغط المطلق لنظام الاهتمام. يتضح هذا الاعتماد من خلال النظر في نظام الهواء والماء الموضح أدناه. النظام مغلق (أي بغض النظر عن دخول أو خروج النظام).
إذا تم تسخين النظام في الحالة A بطريقة متساوية الضغط (تسخين بدون تغيير في ضغط النظام)، فإن الرطوبة النسبية للنظام تنخفض لأن ضغط بخار التوازن يزداد مع زيادة درجة الحرارة. يظهر هذا في الحالة ب.
إذا كان النظام في الحالة A مضغوطًا بدرجة حرارة متساوية (مضغوط بدون تغيير في درجة حرارة النظام)، فإن الرطوبة النسبية للنظام تزداد لأن الضغط الجزئي للماء في النظام يزداد مع تقليل الحجم. يظهر هذا في الحالة ج. أعلى من 202.64 كيلوباسكال، ستتجاوز الرطوبة النسبية 100٪ وقد يبدأ الماء في التكثف.
إذا تم تغيير ضغط الحالة A ببساطة عن طريق إضافة المزيد من الهواء الجاف، دون تغيير الحجم، فلن تتغير الرطوبة النسبية.
لذلك، يمكن تفسير التغيير في الرطوبة النسبية من خلال تغيير في درجة حرارة النظام، أو تغيير في حجم النظام، أو تغيير في كل من خصائص النظام هذه.

### عامل التحسين
عامل التحسين (f_w) يُعرّف بأنه نسبة ضغط بخار الماء المشبع في الهواء الرطب (e'_w) لضغط بخار الماء النقي المشبع:
 :<math> f_W = \frac{e'_w}{e^*_w}. </math>
عامل التحسين يساوي الوحدة لأنظمة الغاز المثالية. ومع ذلك، في الأنظمة الحقيقية، تؤدي تأثيرات التفاعل بين جزيئات الغاز إلى زيادة طفيفة في ضغط بخار توازن الماء في الهواء بالنسبة إلى ضغط بخار التوازن لبخار الماء النقي. لذلك، عادة ما يكون عامل التحسين أكبر قليلاً من الوحدة للأنظمة الحقيقية.
يُستخدم عامل التحسين بشكل شائع لتصحيح ضغط بخار التوازن لبخار الماء عند استخدام العلاقات التجريبية، مثل تلك التي طورها Wexler وGoff وGratch، لتقدير خصائص أنظمة القياس النفسي.
أبلغ باك أنه عند مستوى سطح البحر، فإن ضغط بخار الماء في الهواء الرطب المشبع يزيد بنسبة 0.5٪ تقريبًا عن ضغط بخار توازن الماء النقي.

## تأثيرات

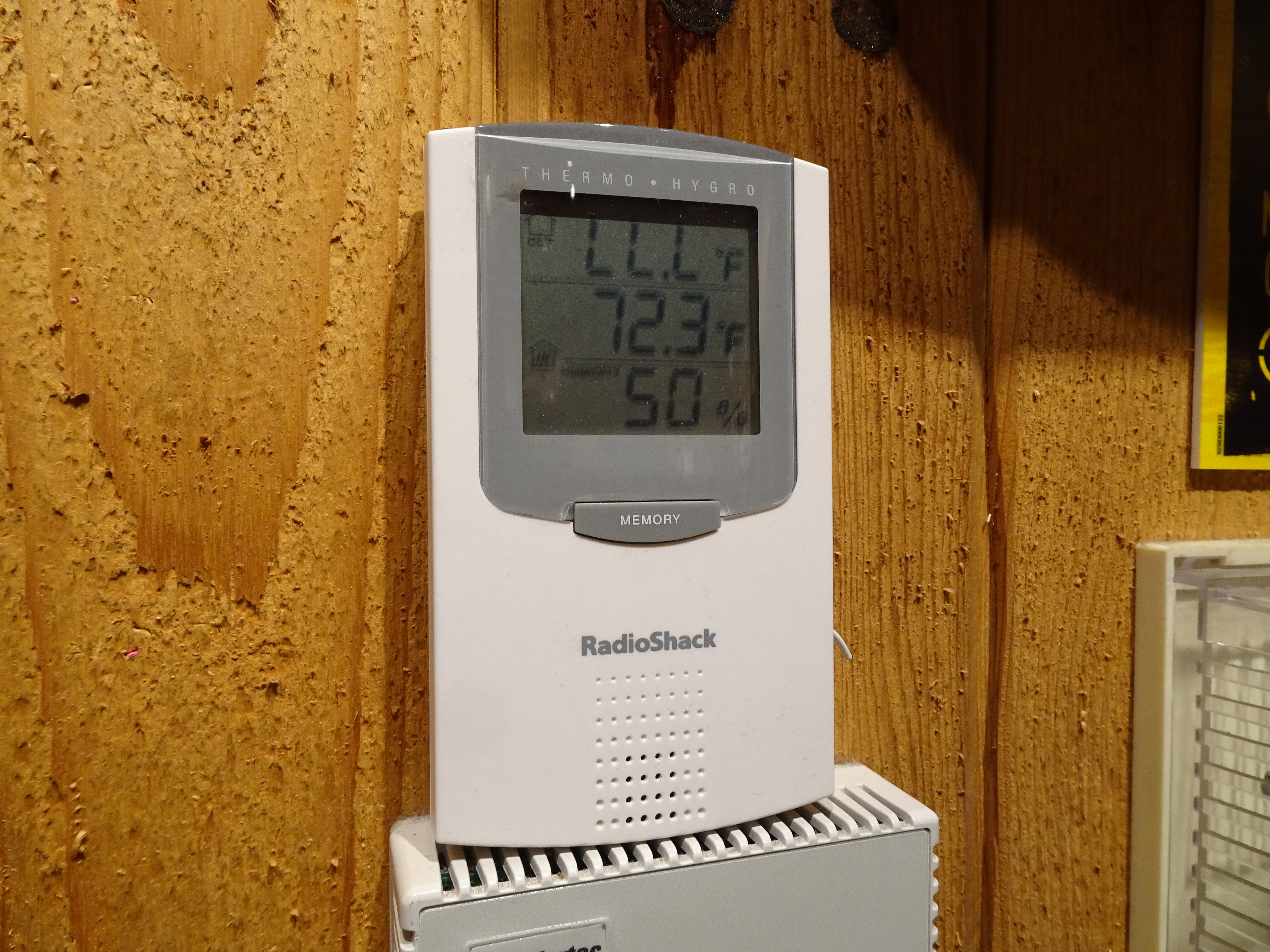
تمت ترطيب غرفة الجيتار الصوتي في Guitar Center بنسبة 50٪ في الشتاء.

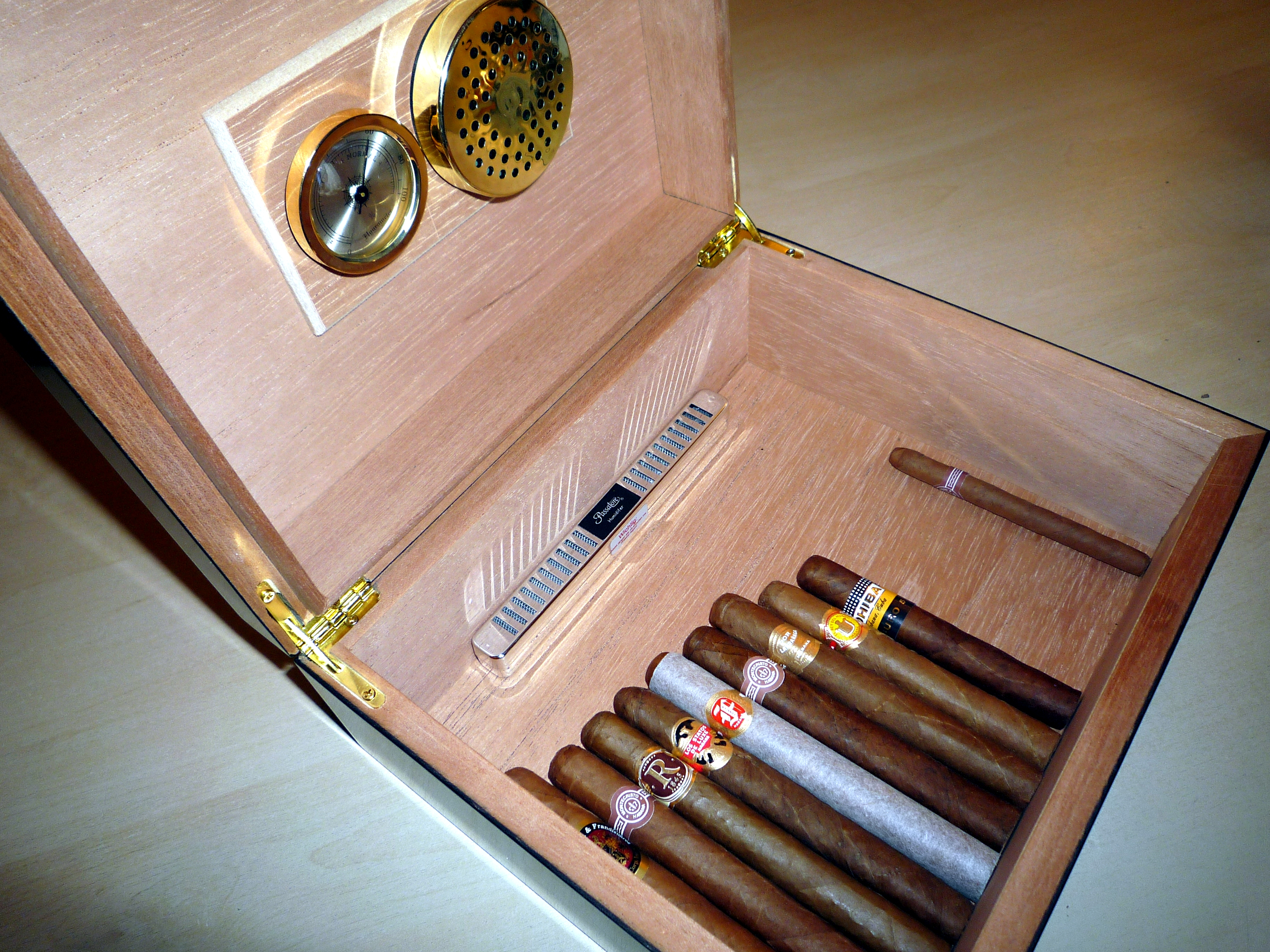
جهاز للتحكم في رطوبة السيجار

يشير التحكم في المناخ إلى التحكم في درجة الحرارة والرطوبة النسبية في المباني والمركبات والأماكن المغلقة الأخرى بغرض توفير الراحة والصحة والسلامة البشرية وتلبية المتطلبات البيئية للآلات والمواد الحساسة (على سبيل المثال، التاريخية) والتقنية العمليات.

### المناخ

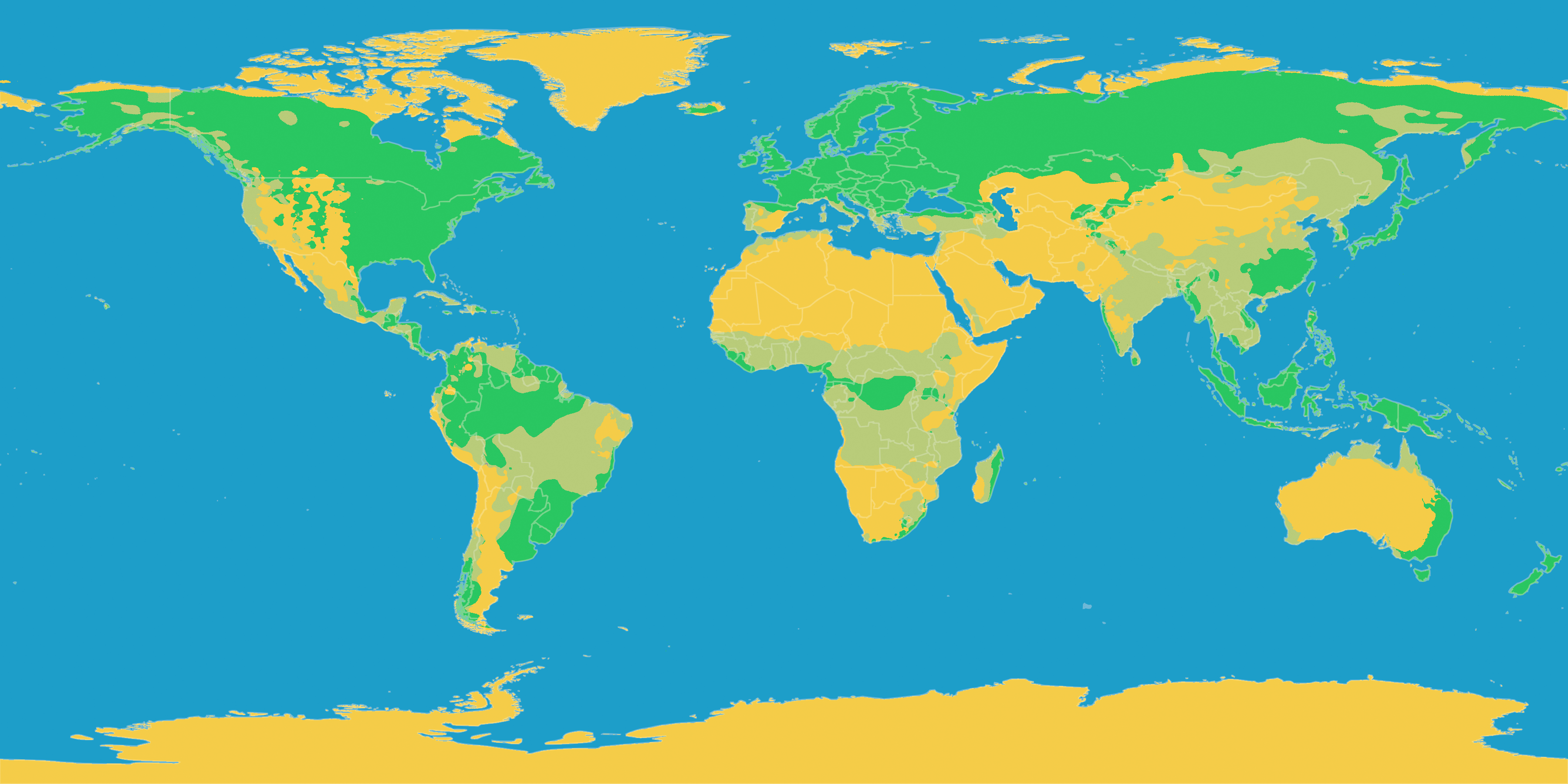
مناخات الأرض مستندة على قيم الرطوبة.
مناخ رطب
مناخ شبه جاف
مناخ جاف

في حين أن الرطوبة نفسها هي متغير مناخي، فإنها تتغلب أيضًا على متغيرات المناخ الأخرى. تتأثر الرطوبة بالرياح والأمطار.
تقع المدن الأكثر رطوبة على وجه الأرض بالقرب من خط الاستواء بالقرب من المناطق الساحلية. مدن فيجنوب وجنوب شرق آسيا هي من بين أكثر الرطبة.كوالالمبور، مانيلا، جاكرتا، وسنغافورة لديها الرطوبة عالية جدا على مدار السنة بسبب قربها من المسطحات المائية وخط الاستواء والطقس غالبا غائم. بعض الأماكن تجربة الرطوبة الشديدة خلال مواسم الأمطار مجتمعة مع الدفء إعطاء ملمس ساونا فاتر، مثل كلكتا، تشيناي وكوتشين في الهند، ولاهور فيباكستان.تمتلك مدينة سوكور الواقعة على نهر السند في باكستان بعضًا من أعلى نقاط الندى وأكثرها إزعاجًا في البلاد، والتي غالبًا ما تتجاوز 30 درجة مئوية (86 درجة فهرنهايت) في موسم الرياح الموسمية.  تتحد درجات الحرارة المرتفعة مع ارتفاع نقطة الندى لتكوين مؤشر حرارة يزيد عن 65 درجة مئوية (149 درجة فهرنهايت). تشهد داروين، أستراليا موسمًا رطبًا للغاية من ديسمبر إلى أبريل. شنغهاي وهونغ كونغأيضًا فترة رطوبة شديدة في أشهر الصيف. خلال مواسم الرياح الموسمية الجنوبية الغربية والشمالية الشرقية (على التوالي، أواخر مايو إلى سبتمبر ومن نوفمبر إلى مارس)، توقع هطول أمطار غزيرة ورطوبة عالية نسبيًا بعد هطول الأمطار. خارج مواسم الرياح الموسمية، تكون الرطوبة مرتفعة (مقارنة بالدول البعيدة عن خط الاستواء)، لكن الأيام المشمسة تكثر. في الأماكن الأكثر برودة مثل شمال تسمانيا، أستراليا، تشهد رطوبة عالية طوال العام بسبب المحيط بين البر الرئيسي لأستراليا وتسمانيا. في الصيف يمتص هذا المحيط الهواء الساخن الجاف ونادراً ما ترتفع درجة الحرارة فوق 35 درجة مئوية (95 درجة فهرنهايت).

### المناخ العالمي
انظر أيضا: تأثير الاحتباس الحراري
تؤثر الرطوبة على ميزانية الطاقة وبالتالي تؤثر على درجات الحرارة بطريقتين رئيسيتين. أولاً، يحتوي بخار الماء في الغلاف الجوي على طاقة «كامنة». أثناء النتح أو التبخر، تتم إزالة هذه الحرارة الكامنة من سائل السطح، مما يؤدي إلى تبريد سطح الأرض. هذا هو أكبر تأثير تبريد غير إشعاعي على السطح. إنه يعوض ما يقرب من 70٪ من متوسط صافي الاحترار الإشعاعي على السطح.
ثانيًا، بخار الماء هو الأكثر وفرة من بين جميع غازات الدفيئة. بخار الماء، مثل العدسة الخضراء التي تسمح للضوء الأخضر بالمرور من خلالها ولكن تمتص الضوء الأحمر، هو «ماص انتقائي». إلى جانب غازات الدفيئة الأخرى، يكون بخار الماء شفافًا لمعظم الطاقة الشمسية، كما يمكن للمرء أن يرى حرفيًا. لكنها تمتص طاقة الأشعة تحت الحمراء المنبعثة (المشعة) لأعلى من سطح الأرض، وهذا هو السبب في أن المناطق الرطبة تعاني من القليل جدًا من التبريد الليلي بينما المناطق الصحراوية الجافة تبرد بشكل كبير في الليل. هذا الامتصاص الانتقائي يسبب تأثير الاحتباس الحراري. إنه يرفع درجة حرارة السطح بشكل كبير فوق درجة حرارة التوازن الإشعاعي النظري مع الشمس، وبخار الماء هو سبب هذا الاحترار أكثر من أي غاز دفيئة آخر.
على عكس معظم غازات الدفيئة الأخرى، فإن الماء ليس فقط أقل من نقطة غليانه في جميع مناطق الأرض، ولكن أقل من نقطة التجمد على ارتفاعات عديدة.ونتيجة لغازات الدفيئة condensible، فإنه يترسب، مع الكثير من أقل ارتفاع على نطاق وأقصر مدى الحياة في الغلاف الجوي - أسابيع بدلا من عقود. بدون غازات الاحتباس الحراري الأخرى، فإن درجة حرارة الجسم الأسود للأرض، تحت درجة تجمد الماء، ستؤدي إلى إزالة بخار الماء من الغلاف الجوي. وبالتالي فإن بخار الماء هو «عبد» لغازات الدفيئة غير المتكثفة.[بحاجة لمصدر]

### الحياة الحيوانية والنباتية
Tillandsia usneoides في المنزل الاستوائي، الحدائق النباتية الملكية، كيو. إنه ينمو حيث يكون المناخ دافئًا بدرجة كافية وله متوسط رطوبة مرتفع نسبيًا.
الرطوبة هي أحد العوامل اللاأحيائية الأساسية التي تحدد أي موطن (التندرا والأراضي الرطبة والصحراء هي أمثلة قليلة)، وهي أحد العواملالمحددة للحيوانات والنباتات التي يمكن أن تزدهر في بيئة معينة.
يبدد جسم الإنسان الحرارة من خلال التعرق وتبخرها.الحمل الحراري، إلى الهواء المحيط، والإشعاع الحراري هما الوسيلتان الأساسيتان لنقل الحرارة من الجسم. في ظل ظروف الرطوبة العالية، ينخفض معدل تبخر العرق من الجلد. أيضًا، إذا كان الجو دافئًا أو أكثر دفئًا من الجلد خلال أوقات الرطوبة العالية، فإن الدم الذي يتمإحضاره إلى سطح الجسم لا يمكنه تبديد الحرارة عن طريق التوصيل إلى الهواء. مع ذلك الكثير من الدماء سوف السطح الخارجي للجسم، أقل يذهب إلى نشطة العضلات، والدماغ، والداخلية الأخرى الأعضاء.تنخفض القوة البدنية، والإرهاقيحدث في وقت أقرب مما قد يحدث لولا ذلك. قد يتأثر اليقظة والقدرة العقلية أيضًا، مما يؤدي إلى حدوث ضربة شمس أو ارتفاع في الحرارة.

### راحة الإنسان
على الرغم من أن الرطوبة عامل مهم للراحة الحرارية، إلا أن البشر أكثر حساسية للتغيرات في درجات الحرارة من التغيرات في الرطوبة النسبية الرطوبة لها تأثير ضئيل على الراحة الحرارية في الخارج عندما تكون درجات حرارة الهواء منخفضة، ويكون تأثيرها أكثر وضوحًا بقليل في درجات حرارة الهواء المعتدلة، وتأثير أقوى بكثير في درجات حرارة الهواء المرتفعة.
البشر حساسون للهواء الرطب لأن جسم الإنسان يستخدم التبريد التبخيري كآلية أساسية لتنظيم درجة الحرارة. في ظل الظروف الرطبة، يكون معدل تبخر العرق على الجلد أقل مما هو عليه في الظروف الجافة.نظرًا لأن البشر يدركون معدل انتقال الحرارة من الجسم بدلاً من درجة الحرارة نفسها، فإننا نشعر بالدفء عندما تكون الرطوبة النسبية مرتفعة مقارنةً بكونها منخفضة.
يعاني بعض الأشخاص من صعوبة في التنفس في البيئات الرطبة. قد تكون بعض الحالات مرتبطة بأمراض الجهاز التنفسي مثل الربو، بينما قد تكون حالات أخرى ناتجة عن القلق. الذين يعانون في كثير من الأحيانhyperventilate ردا على ذلك، مما تسبب الأحاسيس من خدر، والضعف، وفقدان التركيز، وغيرها.
يقلل تكييف الهواء من الانزعاج عن طريق تقليل ليس فقط درجة الحرارة ولكن الرطوبة أيضًا. يمكن أن يؤدي تسخين الهواء الخارجي البارد إلى تقليل مستويات الرطوبة النسبية في الداخل إلى أقل من 30٪،  مما يؤدي إلى أمراض مثل جفاف الجلد وتشقق الشفاه وجفاف العينين والعطش الشديد.
إلى جانب درجة حرارة الهواء، متوسط درجة الحرارة المشعة، وسرعة الهواء، ومعدل الأيض، ومستوى الملابس، تلعب الرطوبة دورًا في الراحة الحرارية للإنسان. وفقًا لمعيار ASHRAE 55-2017: الظروف البيئية الحرارية لشغل الإنسان، يمكن تحقيق الراحة الحرارية الداخلية من خلال طريقة PMV مع رطوبة نسبية تتراوح من 0 إلى 100٪، اعتمادًا على مستويات العوامل الأخرى المساهمة في الراحة الحرارية.  ومع ذلك، فإن النطاق الموصى به للرطوبة النسبية الداخلية في المباني المكيفة هو بشكل عام 30-60٪.
بشكل عام، تتطلب درجات الحرارة المرتفعة رطوبة أقل لتحقيق الراحة الحرارية مقارنة بدرجات الحرارة المنخفضة، مع ثبات جميع العوامل الأخرى. على سبيل المثال، مع مستوى الملابس = 1، ومعدل الأيض = 1.1، وسرعة الهواء 0.1 م / ث، فإن التغيير في درجة حرارة الهواء ومتوسط درجة الحرارة المشعة من 20 درجة مئوية إلى 24 درجة مئوية من شأنه أن يخفض الحد الأقصى للرطوبة النسبية المقبولة من 100٪ إلى 65٪ للحفاظ على ظروف الراحة الحرارية. وCBE أداة الراحة الحرارية يمكن استخدامها للتدليل على تأثير الرطوبة النسبية لظروف الراحة الحرارية محددة ويمكن استخدامه لإثبات امتثاله لASHRAE ستاندرد 55-2017.
عند استخدام النموذج التكيفي للتنبؤ بالراحة الحرارية في الداخل، لا تؤخذ الرطوبة في الاعتبار.
في المناخات الباردة، تؤدي درجة الحرارة الخارجية إلى انخفاض سعة تدفق بخار الماء. على الرغم من أنه قد يتساقط الثلج والرطوبة النسبية في الخارج مرتفعة، إلا أنه بمجرد دخول هذا الهواء إلى المبنى وتسخينه، تكون الرطوبة النسبية الجديدة منخفضة جدًا (بمعنى أن الهواء جاف جدًا)، مما قد يسبب عدم الراحة. يمكن أن ينتج الجلد الجاف المتشقق عن الهواء الجاف.
تؤدي الرطوبة المنخفضة إلى جفاف الممرات الأنفية المبطنة للأنسجة وتشققها وتصبح أكثر عرضة لاختراق فيروسات البرد الفيروسية.  الرطوبة المنخفضة هي سبب شائع لنزيف الأنف. يمكن أن يساعد استخدامالمرطب في المنازل، وخاصة غرف النوم، في التغلب على هذه الأعراض.
يجب الإحتفاظ بالرطوبة النسبية للأماكن المغلقة أعلى من 30٪ لتقليل من احتمالية جفاف الممرات الأنفية للركاب.
يمكن للإنسان أن يشعر بالراحة في نطاق واسع من الرطوبة اعتمادًا على درجة الحرارة - من 30-70٪  - ولكن من الناحية المثالية بين 50  ٪  و 60  ٪. الرطوبة المنخفضة جدًا يمكن أن تسبب عدم الراحة ومشاكل في الجهاز التنفسي وتؤدي إلى تفاقم الحساسية لدى بعض الأفراد. في الشتاء، يُنصح بالحفاظ على الرطوبة النسبية عند 30٪ أو أعلى.  الرطوبة النسبية المنخفضة للغاية (أقل من 20 ٪) قد تسبب أيضًا تهيج العين.

### صحة الإنسان
تقلل الرطوبة العالية من الإصابة بفيروس الأنفلونزا الهوائي. وخلصت إحدى الدراسات إلى أن «الحفاظ على الرطوبة النسبية للأماكن المغلقة> 40٪ سيقلل بشكل كبير من إصابة الفيروس بالهباء الجوي».
يتم أيضًا إعاقة إزالة الغشاء المخاطي في الجهاز التنفسي بسبب انخفاض الرطوبة. وجدت إحدى الدراسات التي أجريت على الكلاب أن نقل المخاط كان أقل عند الرطوبة المطلقة البالغة 9 جرام ماء / م 3مقارنة بـ 30 جم ماء / م 3.

### تشييد المباني
تأثيرات مستوى الرطوبة المرتفع في هيكل المبنى (الإزهار الأولي).
غالبًا ما تنتج طرق البناء الشائعة حاويات مباني ذات حدود حرارية رديئة، مما يتطلب نظام عزل وحاجز هوائي مصمم للاحتفاظ بالظروف البيئية الداخلية مع مقاومة الظروف البيئية الخارجية. كما أن الهندسة المعمارية الموفرة للطاقة والمختومة بشدة التي تم إدخالها في القرن العشرين تمنع حركة الرطوبة، وقد نتج عن ذلك مشكلة ثانوية تتمثل في تشكل التكثيف داخل وحول الجدران، مما يشجع على نمو العفن والعفن. بالإضافة إلى ذلك، فإن المباني ذات الأساسات غير محكمة الإغلاق ستسمح للماء بالتدفق عبر الجدران بسبب عمل الشعيرات الدموية من المسام الموجودة في منتجات البناء. حلول المباني الموفرة للطاقة والتي تتجنب التكثيف هي موضوع معماري حالي.
للتحكم في المناخ في المباني التي تستخدم أنظمة التدفئة والتهوية وتكييف الهواء (HVAC)، المفتاح هو الحفاظ على الرطوبة النسبية في نطاق مريح - منخفضة بما يكفي لتكون مريحة ولكنها عالية بما يكفي لتجنب المشاكل المرتبطة بالهواء الجاف جدًا.
عندما تكون درجة الحرارة مرتفعة والرطوبة النسبية منخفضة، يكون تبخر الماء سريعًا ؛ يجف التربة، والملابس المبللة المعلقة على حبل أو رف تجف بسرعة، والعرق يتبخر بسهولة من الجلد. يمكن أن يتقلص الأثاث الخشبي، مما يؤدي إلى تكسر الدهان الذي يغطي هذه الأسطح.
عندما تكون درجة الحرارة منخفضة والرطوبة النسبية مرتفعة، يكون تبخر الماء بطيئًا. عندما تقترب الرطوبة النسبية من 100  ٪، يمكن أن يحدث تكثف على الأسطح، مما يؤدي إلى مشاكل العفن والتآكل والتعفن وغيرها من التدهور المرتبط بالرطوبة. يمكن أن يشكل التكثيف خطرًا على السلامة لأنه يمكن أن يعزز نمو العفن وتعفن الخشب بالإضافة إلى إغلاق مخارج الطوارئ المحتملة.
تتطلب بعض العمليات الإنتاجية والتقنية والمعالجات في المصانع والمختبرات والمستشفيات والمرافق الأخرى الحفاظ على مستويات رطوبة نسبية محددة باستخدام مرطبات الهواء ومزيلات الرطوبة وأنظمة التحكم المرتبطة بها.

### المركبات
تنطبق المبادئ الأساسية للمباني المذكورة أعلاه أيضًا على المركبات. بالإضافة إلى ذلك، قد تكون هناك اعتبارات تتعلق بالسلامة. على سبيل المثال، ارتفاع نسبة الرطوبة داخل السيارة يمكن أن يؤدي إلى مشاكل التكثيف، مثل التغشية من الزجاج الأمامي والتقليل من المكونات الكهربائية. في المركبات وأوعية الضغط مثل ضغط الطائرات، الغواصات والمركبات الفضائية، قد تكون هذه الاعتبارات حاسمة إلى بر الأمان، ومعقدة أنظمة التحكم البيئية بما في ذلك المعدات للحفاظ على الضغط هناك حاجة إليها.

### طيران
تعمل الطائرات برطوبة نسبية داخلية منخفضة، غالبًا أقل من 20  ٪، خاصة في الرحلات الطويلة.الرطوبة المنخفضة هي نتيجة السحب في الهواء شديد البرودة مع انخفاض الرطوبة المطلقة، والتي توجد في ارتفاعات مبحرة بالطائرة. يؤدي الاحترار اللاحق لهذا الهواء إلى خفض رطوبته النسبية. يتسبب هذا في عدم الراحة مثل التهاب العين وجفاف الجلد وجفاف الغشاء المخاطي، ولكن لا يتم استخدام أجهزة الترطيب لرفعها إلى مستويات مريحة متوسطة المدى لأن حجم الماء المطلوب حمله على متن المركب يمكن أن يمثل عقوبة كبيرة للوزن. عندما تنزل الطائرات من ارتفاعات أكثر برودة إلى هواء أكثر دفئًا (ربما تطير عبر السحب على بعد بضعة آلاف من الأقدام فوق سطح الأرض)، يمكن أن تزيد الرطوبة النسبية المحيطة بشكل كبير. يتم سحب بعض هذا الهواء الرطب عادةً إلى مقصورة الطائرة المضغوطة وإلى مناطق أخرى غير مضغوطة من الطائرة ويتكثف على جلد الطائرة البارد. يمكن عادة رؤية الماء السائل يمتد على طول جلد الطائرة، سواء في الداخل أو الخارج من المقصورة. بسبب التغيرات الحادة في الرطوبة النسبية داخل السيارة، يجب أن تكون المكونات مؤهلة للعمل في تلك البيئات. تم سرد المؤهلات البيئية الموصى بها لمعظم مكونات الطائرات التجارية في RTCA DO-160.
يمكن للهواء البارد والرطب أن يعزز تكوين الجليد، وهو ما يمثل خطرًا على الطائرات لأنه يؤثر على شكل الجناح ويزيد الوزن. تواجه محركات المكربن (Carburetor) خطرًا إضافيًا يتمثل في تشكل الجليد داخل المكربن.لذلك تتضمن تقارير الطقس للطيران (METARs) إشارة إلى الرطوبة النسبية، وعادة ما تكون في شكلنقطة الندى.
يجب أن يأخذ الطيارون الرطوبة في الحسبان عند حساب مسافات الإقلاع، لأن الرطوبة العالية تتطلب مدارج أطول وستقلل من أداء التسلق.
ارتفاع الكثافة هو الارتفاع بالنسبة لظروف الغلاف الجوي القياسية (الغلاف الجوي الدولي القياسي) حيث تكون كثافة الهواء مساوية لكثافة الهواء المشار إليها في مكان المراقبة، أو بعبارة أخرى، الارتفاع عند القياس من حيث الكثافة من الهواء بدلاً من المسافة من الأرض. «ارتفاع الكثافة» هو ارتفاع الضغط المعدل لدرجة الحرارة غير القياسية.
سيؤدي ارتفاع درجة الحرارة، وبدرجة أقل بكثير، الرطوبة، إلى زيادة كثافة الارتفاع. وبالتالي، في الظروف الحارة والرطبة، قد يكون ارتفاع الكثافة في موقع معين أعلى بكثير من الارتفاع الحقيقي.

### إلكترونيات
كيس مادة مجففة (هلام السيليكا)، يتم تضمينه عادة في عبوات تحتوي على منتجات إلكترونية للتحكم في الرطوبة.
غالبًا ما يتم تصنيف الأجهزة الإلكترونية على أنها تعمل فقط في ظل ظروف رطوبة محددة (على سبيل المثال، من 5٪ إلى 95٪). في الطرف العلوي من النطاق، قد تزيد الرطوبة من موصلية العوازل المنفذة مما يؤدي إلى حدوث خلل. الرطوبة المنخفضة جدًا قد تجعل المواد هشة. يعد التكثيف من الأخطار المحددة على العناصر الإلكترونية، بغض النظر عن نطاق رطوبة التشغيل المحدد. عندما يتم نقل عنصر إلكتروني من مكان بارد (مثل المرآب، السيارة، السقيفة، مساحة مكيفة الهواء في المناطق الاستوائية) إلى مكان دافئ ورطب (منزل، خارج المناطق الاستوائية)، قد يؤدي التكثيف إلى تغطية لوحات الدوائر الكهربائية والعوازل الأخرى، مما يؤدي إلى قصر الدائرة داخل الجهاز. قد تتسبب هذه الدوائر القصيرة في تلف دائم كبير إذا تم تشغيل الجهاز قبل التكثيفتبخرت. غالبًا ما يمكن ملاحظة تأثير تكثيف مماثل عندما يأتي شخص يرتدي نظارات من البرد (أي تصبح النظارات ضبابية).  يُنصح بالسماح للأجهزة الإلكترونية بالتأقلم لعدة ساعات، بعد إحضارها من البرد، قبل تشغيلها. يمكن لبعض الأجهزة الإلكترونية اكتشاف مثل هذا التغيير والإشارة، عند توصيلها وفي العادة برمز قطرة صغيرة، إلى أنه لا يمكن استخدامها حتى يزول خطر التكثيف. في المواقف التي يكون فيها الوقت حرجًا، فإن زيادة تدفق الهواء عبر الأجزاء الداخلية للجهاز، مثل إزالة اللوحة الجانبية من علبة الكمبيوتر وتوجيه المروحة للانفجار في العلبة، سيقلل بشكل كبير من الوقت اللازم للتأقلم مع البيئة الجديدة.
في المقابل، يفضل مستوى الرطوبة المنخفض جدًا تراكم الكهرباء الساكنة، مما قد يؤدي إلى الإغلاق التلقائي لأجهزة الكمبيوتر عند حدوث التفريغ. بصرف النظر عن الوظيفة غير المنتظمة الزائفة، يمكن أن تتسبب التفريغ الكهروستاتيكي في انهيار عازل في أجهزة الحالة الصلبة، مما يؤدي إلى تلف لا يمكن إصلاحه. غالبًا ما تراقب مراكز البيانات مستويات الرطوبة النسبية لهذه الأسباب.

### الصناعة
غالبًا ما يكون للرطوبة العالية تأثير سلبي على قدرة المصانع الكيميائية ومصافي التكرير التي تستخدم الأفران كجزء من عمليات معينة (على سبيل المثال، إعادة التشكيل بالبخار، وعمليات حمض الكبريتيك الرطب). على سبيل المثال، نظرًا لأن الرطوبة تقلل من تركيزات الأكسجين المحيط (يكون الهواء الجاف عادةً 20.9٪ أكسجين، ولكن عند الرطوبة النسبية 100٪ يكون الهواء 20.4٪ أكسجين)، يجب على مراوح غاز المداخن أن تسحب الهواء بمعدل أعلى مما قد يكون مطلوبًا بخلاف ذلك للحفاظ على نفس معدل اطلاق النار.

### الخبز
تزيد الرطوبة العالية في الفرن، والتي تتمثل في ارتفاع درجة حرارة المصباح الرطب، من التوصيل الحراري للهواء حول العنصر المخبوز، مما يؤدي إلى عملية خبز أسرع أو حتى حرق. على العكس من ذلك، تؤدي الرطوبة المنخفضة إلى إبطاء عملية الخبز.

## حقائق مهمة أخرى
يشار إلى الغاز في هذا السياق على أنه مشبع عندما يكون ضغط بخار الماء في الهواء عند ضغط بخار التوازن لبخار الماء عند درجة حرارة خليط الغاز وبخار الماء ؛ سيفشل الماء السائل (والجليد عند درجة الحرارة المناسبة) في فقد كتلته من خلال التبخر عند تعرضه للهواء المشبع. قد يتوافق أيضًا مع إمكانية الندى أو الضبابتتشكل في مساحة تفتقر إلى اختلافات في درجات الحرارة بين أجزائها، على سبيل المثال استجابة لانخفاض درجة الحرارة. يتكون الضباب من قطرات دقيقة جدًا من السائل، يتم حملها عالياً بشكل أساسي بواسطة الحركة المتوازنة (بمعنى آخر، تسقط القطرات عبر الهواء بسرعة نهائية، ولكن نظرًا لكونها صغيرة جدًا، فإن هذه السرعة النهائية صغيرة جدًا أيضًا، لذلك لا انظروا إلينا كما لو كانوا يسقطون، ويبدو أنهم مرفوعون عالياً).
إن القول بأن الرطوبة النسبية (RH  ٪) لا يمكن أبدًا أن تكون أعلى من 100  ٪، رغم أنها دليل جيد إلى حد ما، ليست دقيقة تمامًا، بدون تعريف أكثر تعقيدًا للرطوبة من ذلك الوارد هنا. يتطلب تكوين السحب، حيث يتم تنشيط جزيئات الهباء الجوي لتكوين نوى تكثيف السحب، التشبع الفائق لطرد الهواء إلى رطوبة نسبية تزيد قليلاً عن 100  ٪. تم العثور على أحد الأمثلة على نطاق أصغر في غرفة ويلسون السحابية في تجارب الفيزياء النووية، حيث يتم حث حالة التشبع الفائق لإنجاز وظيفتها.
بالنسبة إلى نقطة تكثف معينة والرطوبة المطلقة المقابلة لها، ستتغير الرطوبة النسبية عكسياً، وإن كان ذلك بشكل غير خطي، مع درجة الحرارة. هذا لأن الضغط الجزئي للماء يزداد مع زيادة درجة الحرارة - المبدأ العملي وراء كل شيء من مجففات الشعر إلى مزيلات الرطوبة.
نظرًا لزيادة احتمالية ارتفاع ضغط بخار الماء الجزئي في درجات حرارة الهواء المرتفعة، يمكن أن يصل محتوى الماء في الهواء عند مستوى سطح البحر إلى 3٪ بالكتلة عند 30 درجة مئوية (86 درجة فهرنهايت) مقارنة بما لا يزيد عن 0.5 ٪ بالكتلة عند 0 درجة مئوية (32 درجة فهرنهايت). وهذا ما يفسر المستويات المتدنية (في غياب تدابير لإضافة الرطوبة) الرطوبة في هياكل ساخنة خلال فصل الشتاء، مما أدى إلى جفافالجلد، حكة في العينين، واستمرار الكهربائية الساكنة الاتهامات. حتى مع التشبع (رطوبة نسبية 100٪) في الخارج، فإن تسخين الهواء الخارجي المتسرب الذي يأتي إلى الداخل يزيد من قدرته على الرطوبة، مما يقلل الرطوبة النسبية ويزيد معدلات التبخر من الأسطح الرطبة في الداخل (بما في ذلك أجسام البشر والنباتات المنزلية).
وبالمثل، خلال فصل الصيف في المناخات الرطبة، يتكثف قدر كبير من الماء السائل من الهواء المبرد في مكيفات الهواء. يتم تبريد الهواء الأكثر دفئًا تحت نقطة الندى، ويتكثف بخار الماء الزائد. هذه الظاهرة هي نفسها التي تسبب تشكل قطرات الماء على السطح الخارجي لكوب يحتوي على مشروب مثلج.
قاعدة مفيدة هي أن الرطوبة المطلقة القصوى تتضاعف لكل 20 درجة فهرنهايت (11 درجة مئوية) زيادة في درجة الحرارة. وبالتالي، ستنخفض الرطوبة النسبية بمعامل 2 لكل 20 درجة فهرنهايت (11 درجة مئوية) زيادة في درجة الحرارة، بافتراض الحفاظ على الرطوبة المطلقة. على سبيل المثال، في نطاق درجات الحرارة العادية، سيصبح الهواء عند 68 درجة فهرنهايت (20 درجة مئوية) ورطوبة نسبية 50٪ مشبعًا إذا تم تبريده إلى 50 درجة فهرنهايت (10 درجات مئوية)، ونقطة الندى، و41 درجة فهرنهايت (5) درجة مئوية) الهواء عند 80٪ رطوبة نسبية مسخن إلى 68 درجة فهرنهايت (20 درجة مئوية) سيكون له رطوبة نسبية 29٪ فقط ويشعر بالجفاف. بالمقارنة، يتطلب معيار الراحة الحرارية ASHRAE 55 أنظمة مصممة للتحكم في الرطوبة للحفاظ على نقطة الندى عند 16.8 درجة مئوية (62.2 درجة فهرنهايت) على الرغم من عدم وجود حد أقل للرطوبة.

## اقرأ أيضا
- جهاز الترطيب
- جهاز قياس الرطوبة
- درجة حرارة البصيلة الرطبة الكروية